# La corrispondenza
La corrispondenza ist ein italienisches romantisches Filmdrama des italienischen Regisseurs Giuseppe Tornatore. Veröffentlicht wurde der Film am 14. Januar 2016. In den Hauptrollen spielen Jeremy Irons und Olga Kurylenko. Die Filmmusik wurde von Ennio Morricone komponiert.

## Handlung
Der Astrophysiker Ed und seine knapp 30 Jahre jüngere Geliebte Amy Ryan nehmen in ihrem Hotelzimmer Abschied voneinander. Ed muss sein Flugzeug erreichen, aber er hat die Hoffnung, Amy bei seiner nächsten Tagung an ihrer Universität wiederzusehen.
In einer Rückblende wird gezeigt, wie sich Amy und Ed vor sechs Jahre auf einer Tagungen kennengelernt und sich ineinander verliebt haben. Amy studiert Astrophysik und arbeitet nebenher als Stuntfrau beim Film. Soeben hat sie Szenen abgedreht, in denen ihre Figur zu Tode kommen wird. Sie hält die Verbindung mit Ed über Videochat, E-Mails und Pakete, die er ihr schickt. Eines Tages realisiert Amy, dass Ed nicht auf ihre Anrufe reagiert, dennoch erhält sie weitere E-Mails von ihm.
Am nächsten Tag nimmt Amy an Eds Konferenz teil, obwohl sie eine Nachricht von Ed erhalten hat, sie solle den Ort verlassen. Wie sie jetzt erfährt, ist Ed ein paar Tage zuvor in Edinburgh gestorben. Sie ist schockiert, dass sie weiterhin Nachrichten von Eds E-Mail-Konto erhält. Verwirrt reist sie nach Edinburgh und will Ed zu Hause aufsuchen. Sie erhält eine E-Mail mit der Aufforderung, Eds Anwalt aufzusuchen. Der Anwalt überreicht ihr ein Paket mit einer Videobotschaft, in der Ed sich bei ihr entschuldigt, sie allein gelassen zu haben. Er habe sich nicht überwinden können, ihr zu sagen, dass er krank ist.
Wieder zu Hause, sucht Amy das Hotel auf, in dem sie und Ed die Nächte zusammen verbracht haben. Dort erhält sie ein weiteres Paket mit einem von Eds Kleidungsstücken und einer Aufforderung, seinen Geburtstag in seinem Sommerhaus in Italien zu feiern. Sie reist nach Italien, erhält dort ein weiteres mit einem Laptop. Auf dem Video auf dem Laptop feiert Ed seinen Geburtstag und entscheidet, den Laptop an Amy zu verschenken. Sie verbringt den Rest der Zeit damit, an die Orte zu gehen, die ihr Ed vorgeschlagen hat. In der letzten Nacht erhält sie eine weitere Videobotschaft, in der Ed ihr verrät, er wisse von ihrem Geheimnis, dem Unfall, in den sie verwickelt war und in dessen Folge ihr Vater starb. Wütend verbrennt sie das Video und schickt eine verschlüsselte Nachricht (11-mal den Namen „Amy“), um den Erhalt weiterer Nachrichten zu unterbinden. Anschließend reist sie wieder nach Hause.
Später bedauert Amy die Entscheidung, den Erhalt weiterer Nachrichten verhindert zu haben, und reist wieder zurück nach Edinburgh. Sie sucht dort Eds Tochter auf, die anfangs zornig auf sie ist. Nachdem Amy nicht an weitere Informationen kommen kann, erzählt ihr Eds Anwalt, der letzte Wille von Ed sei es gewesen, ihr nach einem vorgegebenen Plan die verschiedenen Pakete zu übergeben.
Zurück in Italien, findet sie eine geheime Nachricht: Entwürfe von Videonachrichten, in denen Ed versucht, sich selbst zu filmen, während er an den Symptomen eines Gehirntumors leidet. Inzwischen verwendet Amy den neuen Laptop zu nutzen, um sich selbst zu filmen, wie sie Nachrichten an Ed schickt und Details von dem Unfall beschreibt, bei dem ihr Vater getötet wurde. Eines Tages brechen Diebe in ihr Haus ein und stehlen unter anderem den neuen Laptop. Dennoch findet sie Eds altes Notizbuch mit Bleistiftmarkierungen seines letzten Briefes, und nun versteht sie die verschlüsselte Nachricht, um die Korrespondenz wieder aufzunehmen. Sie verschickt die Nachricht und erhält bald darauf wieder Eds E-Mails und Pakete, welche ihr helfen, ihr Studium wiederaufzunehmen. Sie beschließt, sich ihrem Trauma in einem gestellten Autounfall zu stellen, in dem sie und ihr Begleiter überleben. Anschließend beschließt sie, sich vollkommen auf ihr Studium zu konzentrieren. Mit Hilfe von Eds Videos und Nachrichten ist sie fähig, ihr Studium der Astrophysik erfolgreich abzuschließen.
Amy erhält eine Nachricht von Ed, sie solle seinen Anwalt aufsuchen, der ihr mitteilt, sie habe das Sommerhaus in Italien geerbt. Sie fliegt nach Italien und erhält eine letzte Nachricht von Ed, in der er von einem Fehler der Menschheit spricht, der es ihnen unmöglich mache, unsterblich zu sein. Für ihn bestand der einzige Fehler darin, Amy nicht schon vorher gekannt zu haben, womit er letztmals Abschied von ihr nimmt.

## Produktion und Veröffentlichung
Produziert wurde der Film von Paco Cinematografica, RAI cinema und dem italienischen Kulturministerium. Die Dreharbeiten begannen im März 2015 in Italien, wurden abwechselnd in England und Schottland fortgeführt und dauerten insgesamt 10 Wochen.
Die Musik komponierte Ennio Morricone, es war das elfte und letzte Mal, dass Morricone die Musik für einen Film des Regisseurs geschrieben hat. Es spielt das Czech National Symphony Orchestra. Die Piano-Soli, die die Atmosphäre des Films bestimmen, spielt Gilda Buttà (* 1959), eine Pianistin, mit der Morricone regelmäßig zusammengearbeitet hat. Morricone erhielt für seine Filmmusik Nominierungen für den Donatello und den Golden Globe.
Filmpremiere in Italien war am 14. Januar 2016. In Deutschland wurde der Film bisher weder im Kino noch im Fernsehen gezeigt. Am 3. Mai 2016 brachte RAI Cinema eine DVD in italienischer und englischer Sprache heraus.